# Simon Danczuk
Simon Christopher Danczuk, né le 24 octobre 1966 à Rochdale, est un homme politique britannique.